# BYD・K8

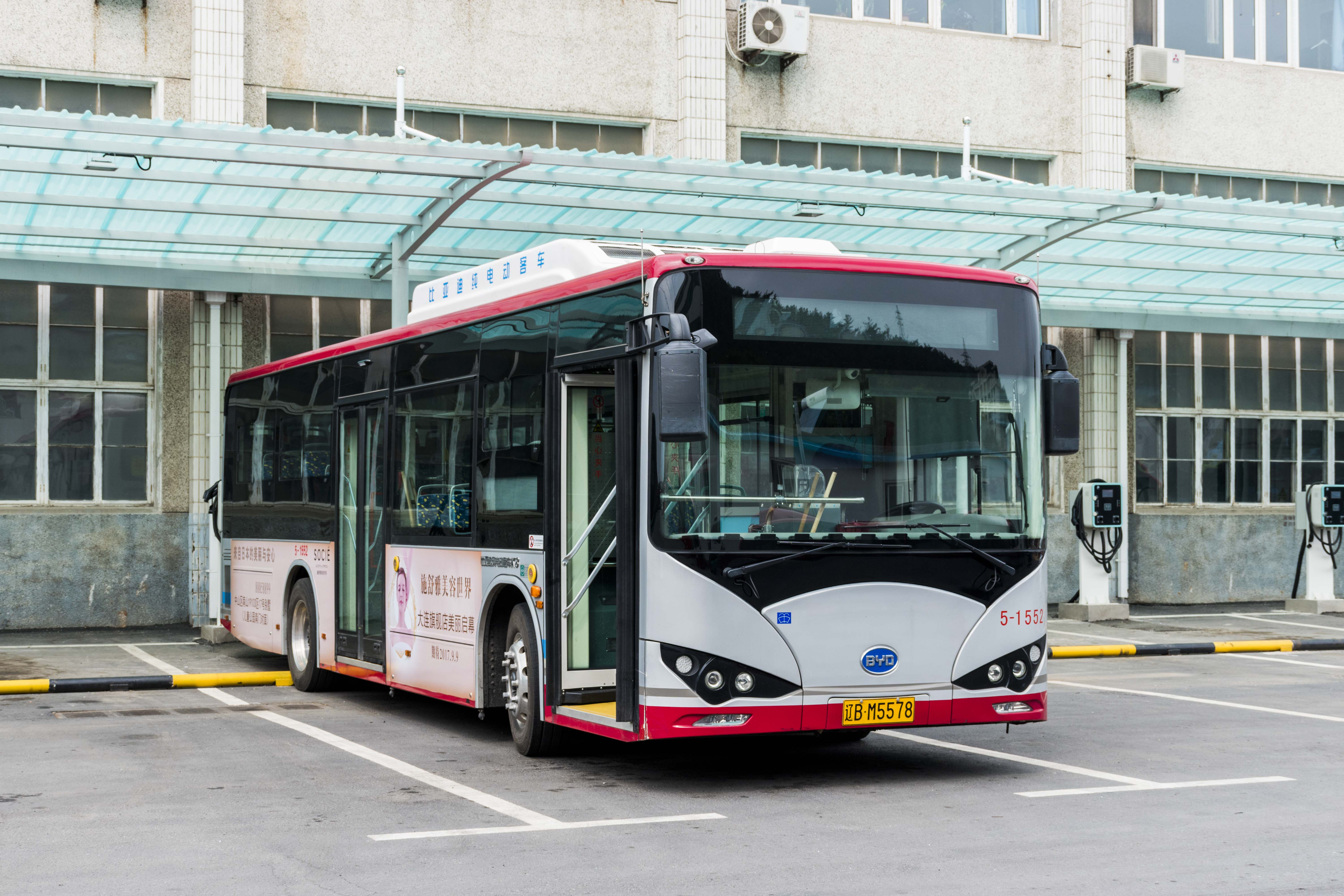
中国・大連のBYD K8

K8（ケーエイト）は、比亜迪汽車（BYD）が製造する大型電気バスである。

## 概要
2011年より製造が開始され、本社を置く中華人民共和国をはじめ、世界各国で販売されている。

### バッテリー
満充電時の航続距離は日本仕様の1.0（287kWh）は220km、日本仕様の2.0（314kWh）は240km、中国仕様（319kWh）は300km。
使用されているバッテリーは、BYDの自社開発によるリン酸鉄リチウムイオン電池で、タイヤハウス上または屋根上に設置されている。BYDはこのバッテリーについて有害物質を発生させず材料をリサイクルできるとしている。

### 車体
車体は主にアルミニウム合金を採用し、軽量化を図っている。

## 日本国内における運行
日本国内においては、中国本国の車両をベースに日本市場向けに仕様変更された車両が中国から輸入する形で導入され、国土交通省の「標準仕様ノンステップバス認定」を海外メーカーとして初めて取得した。日本の道路運送車両法による保安基準の規定に従い、中国本国を含む他国には存在しない非常口を後部右側に設置している。
2015年より日本国内に導入されていた大型電気バス「K9（全長12.0m）」よりも全長が短く、日本国内メーカーの大型バスとサイズを含めた車両規格が近いことから、K9に代わって導入する事業者が増えている。

### K8 1.0
2020年12月に販売開始し、都市型Ⅰと郊外型の2種類が販売された。バッテリー重量の関係で、車両重量は従来のディーゼルバスよりも若干重い。
車両価格は税別で3,850万円。日本仕様は「K8RA」をベースとしている。
2021年2月に千葉市の平和交通が導入以降、営業用では日本国内で50台以上が導入された。
後述の次期モデルである「K8 2.0」の発売に伴い、販売を終了した。

### K8 2.0（現行車種）
2022年5月10日に発売が開始された。

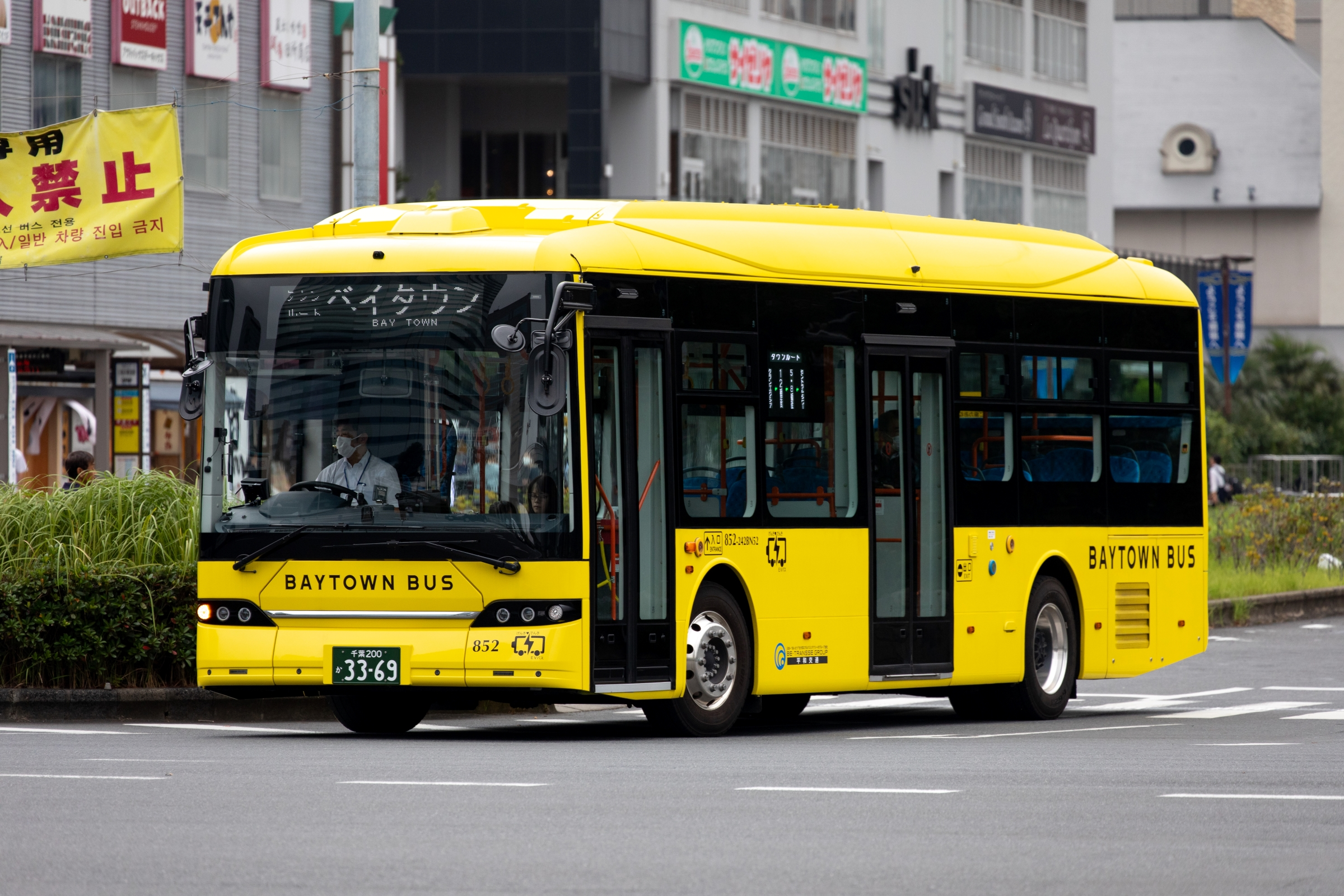
平和交通のBYD K8 2.0

先代モデルからベース車両が変更され、2020年に販売が開始されたリン酸鉄リチウムブレードバッテリーを搭載したKシリーズのフルモデルチェンジ車種であるB10をベースとしており、型式は「B10A01」である。
ベース車の変更により、中扉は先代モデルのグライドスライドドアではなく、日本国内では珍しいアウトスライドドアに変更されたほか、車内の後部エリアは通路に段差がないフルフラット構造となっている。
バッテリー容量314kWh。バッテリー重量の関係で、車両重量は従来のディーゼルバスよりも若干重いものの、先代モデルより若干の軽量化が図られた。
2024年1月に広島県の広島交通が導入以降、各社で順次納車が始まっている。

## 運行事業者
※試験運行でない営業運行。
- 平和交通 - 2021年2月に千葉県千葉市内の路線で導入。
- 阪急バス - 2021年9月に大阪府吹田市の千里営業所に2台導入。2023年3月27日に茨木営業所に4台追加導入。
- 東京電力ホールディングス - 2023年1月に福島第一原子力発電所構内での関係者輸送バスとして2台導入[9]。
- エムケイ観光バス - 2023年2月6日に京都市内の企業送迎バスとして導入[10]。
- 西表島交通 - 2023年3月1日導入。西表島の路線バスに1台導入された[11]。
- 北海道バス - 2023年3月14日導入。同社が運行を受託するエスコンフィールドHOKKAIDOのシャトルバスとしてFビレッジ営業所に5台が導入された[12]。
- 神奈川中央交通 - 2023年3月20日、平塚営業所に1台導入。横浜ゴムのラッピングが施され、同社が運行する平56系統（平塚駅北口～横浜ゴム食堂）を中心に、他の一般路線でも運用に入る。同年4月25日には追加で1台導入。こちらは平塚駅北口からツインシティ大神地区を経由し、本厚木駅南口までを結ぶ急行路線バスを中心に、他の一般路線でも運用に入る。
- 近鉄バス - 2023年3月27日運行開始。鳥飼営業所と布施営業所に各2台ずつ、稲田営業所に1台の合計5台の「K8 1.0」が導入された[13]。また、2024年1月31日、鳥飼営業所、八尾営業所と松原営業所にそれぞれ2台ずつ「K8 1.0」が合計6台追加導入された[14]。
- 西東京バス - 2023年3月29日運行開始。五日市営業所に2台、青梅支所に1台の合計3台が導入[15]。当初、2023年3月上旬運行開始を予定していたが、発がん性物質「六価クロム」使用問題を受けて運行開始が一旦延期されていた[16]。
- 三岐鉄道 - 2023年4月3日導入。四日市大学線にて1台導入された[17]。
- 西武バス - 2023年4月7日運行開始[18]。新座営業所に2台導入[19]。当初、2023年2月27日運行開始を予定していたが、発がん性物質「六価クロム」使用問題を受けて一旦延期されていた[20][21]。
- 京阪バス - 2023年4月8日導入。門真営業所に5台導入された。現在は、K8 2.0も導入されており、合計10台が運用されている。[22]。
- 新潟交通 - 2023年4月14日導入。新潟東部営業所に2台導入され、現在ではK8 2.0も導入され、合計4台が新潟空港リムジンバスにて運行されている[23]。
- 阪神バス - 2023年5月1日導入。尼崎営業所に2台導入された[24]。
- 日立自動車交通 - 2023年5月21日導入。同社が運行する晴海ライナーにて2台導入された[25]。
- 関東鉄道 - 2023年6月1日導入。守谷営業所に「K8 1.0」が2台導入された[26]。また、 2024年2月19日に水戸営業所、土浦営業所とつくば中央営業所に「K8 2.0」がそれぞれ1台ずつ導入された[27]。
- 小田急バス - 2023年11月28日導入。武蔵境営業所に2台導入された。
- 広島交通 - 2024年1月22日導入。勝木営業所の可部千代田線において使用し、次期モデルの「K8 2.0」が日本国内で初めて納車された[28]。
- 関東自動車 - 2024年2月3日導入。宇都宮市内の路線バスにおいて「K8 2.0」が5台導入された[29]。
- 広島電鉄 - 2024年3月3日導入。広島バスと共同運行するエキまちループ線向けに「K8 2.0」が導入された[30]。
- 京浜急行バス - 2024年3月11日導入。衣笠営業所と追浜営業所に「K8 2.0」がそれぞれ1台、導入された[31]。2025年には、久里浜営業所に3台導入された[32]。
- 名鉄バス - 2024年3月22日導入。名古屋営業所に「K8 2.0」が1台導入された[33]。
- 広電バス - 2024年3月25日導入。曙支所のエキまちループにおいて使用し、「K8 2.0」が2台導入された[30]。
- 京成バス - 2024年3月25日導入。江戸川営業所に「K8 2.0」が2台導入された。[34]。
- 川崎鶴見臨港バス - 2024年3月26日導入。浜川崎営業所と神明町営業所に「K8 2.0」がそれぞれ1台ずつ計2台導入された[35]。
- 立川バス - 2024年3月27日導入。福生営業所に「K8 2.0」が1台導入され、すみっコぐらしが描かれたデザインとなっている[36]。また2025年に追加で1台同車種の車両が導入され、リラックマが描かれたデザインとなっている[37]。
- 福島交通 - 2024年3月27日導入。郡山支社において「K8 2.0」が1台導入された。
- 江ノ電バス - 2024年3月31日導入。湘南営業所に「K8 2.0」が1台導入された[38]。
- 茨城交通 - 2024年4月8日導入。鯉渕営業所に中国・BYD社製のK8 2.0（大型バス）が2台導入された。
- 岩手県交通 - 2024年4月9日導入。松園営業所に「K8 2.0」が1台導入された。愛称は先に導入したK9の「Big Green」に対して、「Mid Green」の愛称が付けられている[39]。さらに2025年2月に同営業所に1台増備されている。
- 十和田観光電鉄 - 2024年4月12日導入。三沢営業所にK8 2.0（大型バス）が1台導入された[40]。
- 協栄流通 - 2024年4月15日導入。埼玉県所沢市の事業所物流従業員送迎バスとして運行[41]。
- 京王バス - 2024年4月24日運行開始。永福町営業所に「K8 2.0」が2台導入された。
- PILLAR - 2024年5月16日導入。三田工場の社員送迎用に「K8 2.0」が1台導入された[42]。
- 東急バス - 2024年7月19日導入。目黒営業所と瀬田営業所に2台、弦巻営業所に3台、下馬営業所に1台の計.6台の「K8 2.0」が導入された。
- 西東京バス - 2024年11月10日導入。五日市営業所と楢原営業所、青梅支所に2台ずつ計.6台の「K8・2.0」が導入された。
- 京成タウンバス - 2025年1月25日導入。一般路線用に「K8 2.0」が2台導入された[43]。
- 千葉交通 - 2025年1月29日導入。成田営業所の一般路線用に「K8 2.0」が4台導入された[44]。
- 神奈川中央交通 - 2025年3月19日導入。平塚営業所の一般路線用に「K8 2.0」が4台導入された[45]。
- 立山黒部貫光 - 2025年4月15日導入。立山トンネル電気バス用に「K8 2.0」が8台導入された。

## ギャラリー
海外モデル

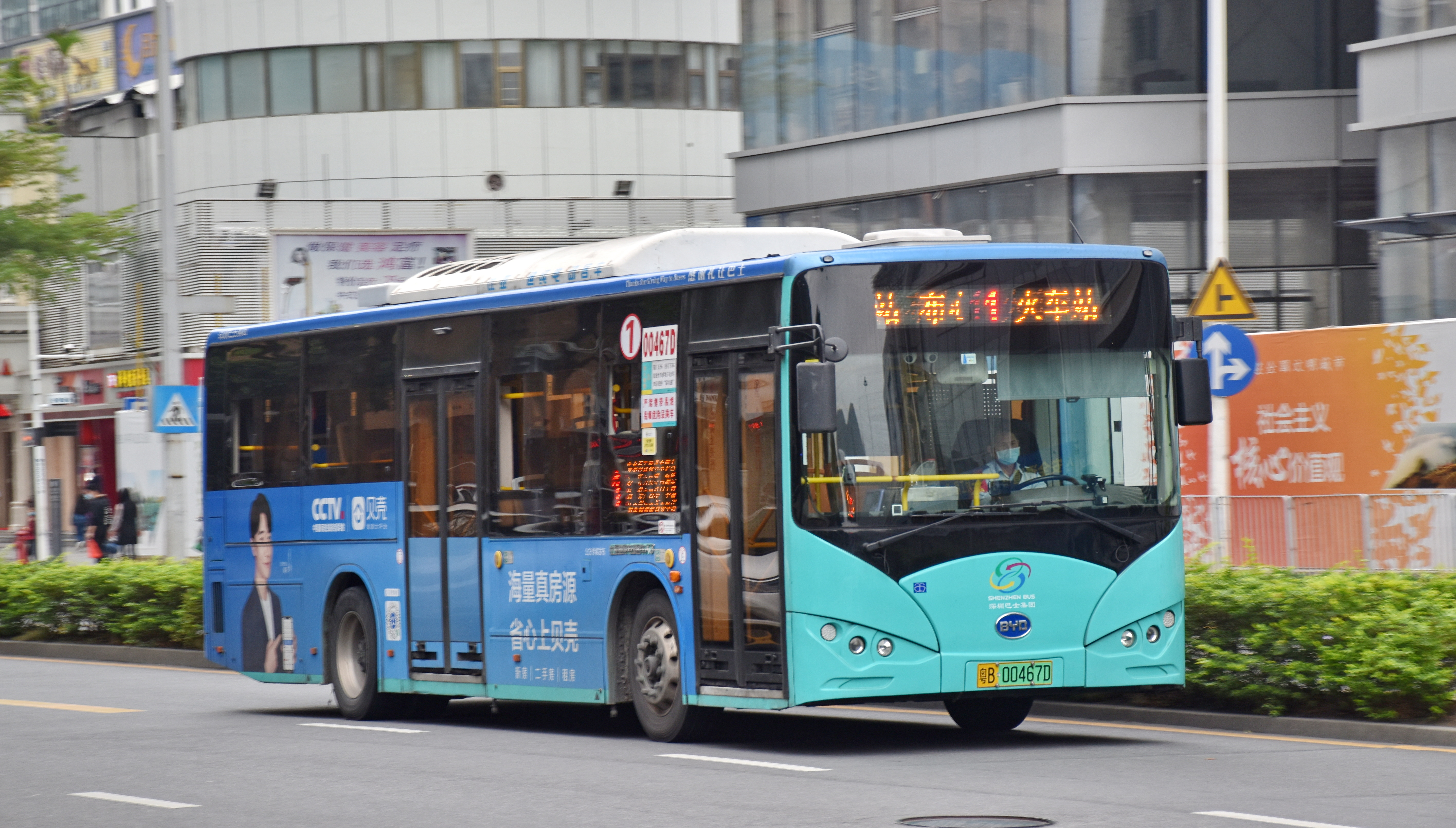
深圳市内
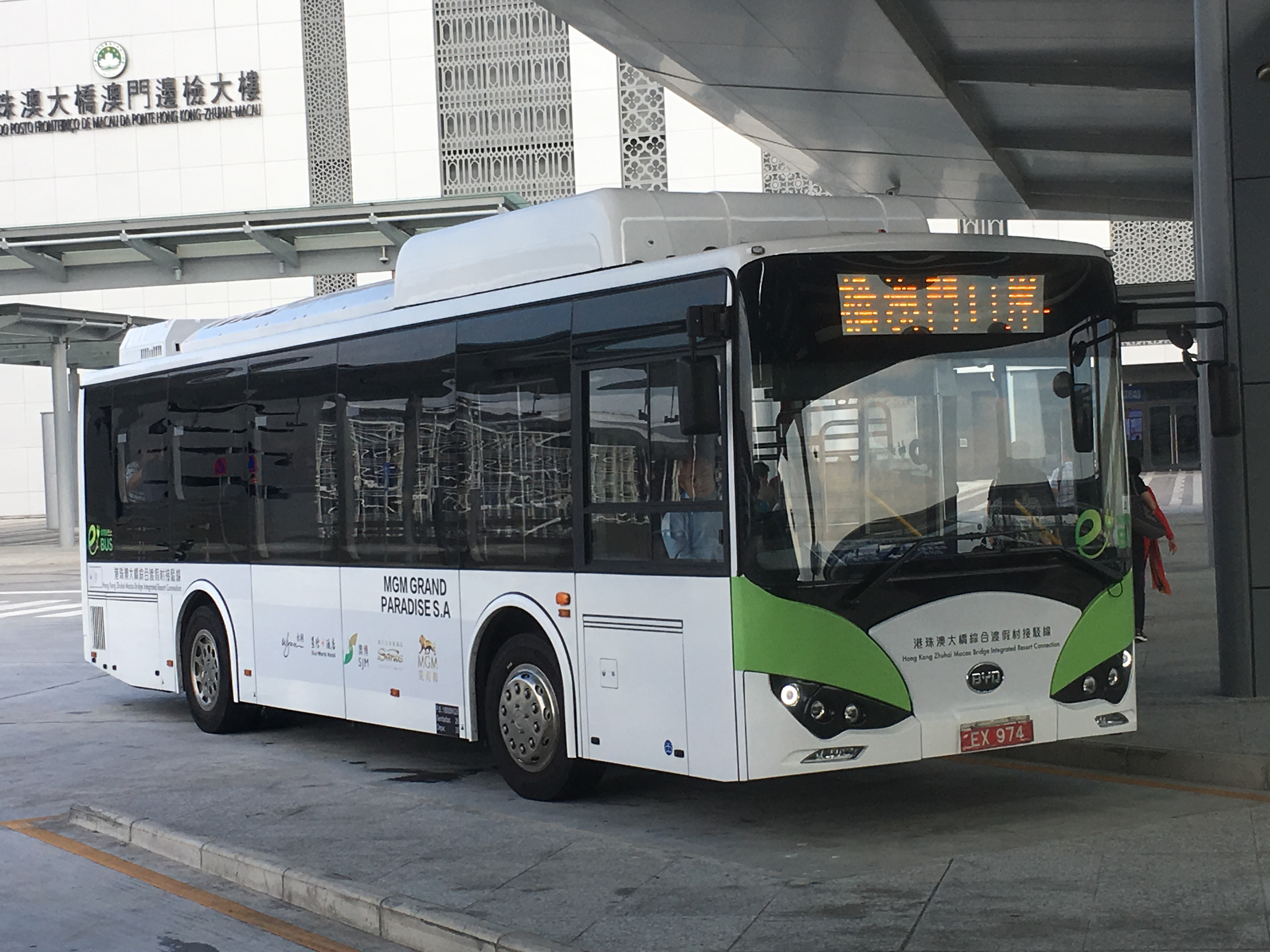
マカオ

日本向け・現行モデル (K8 2.0)

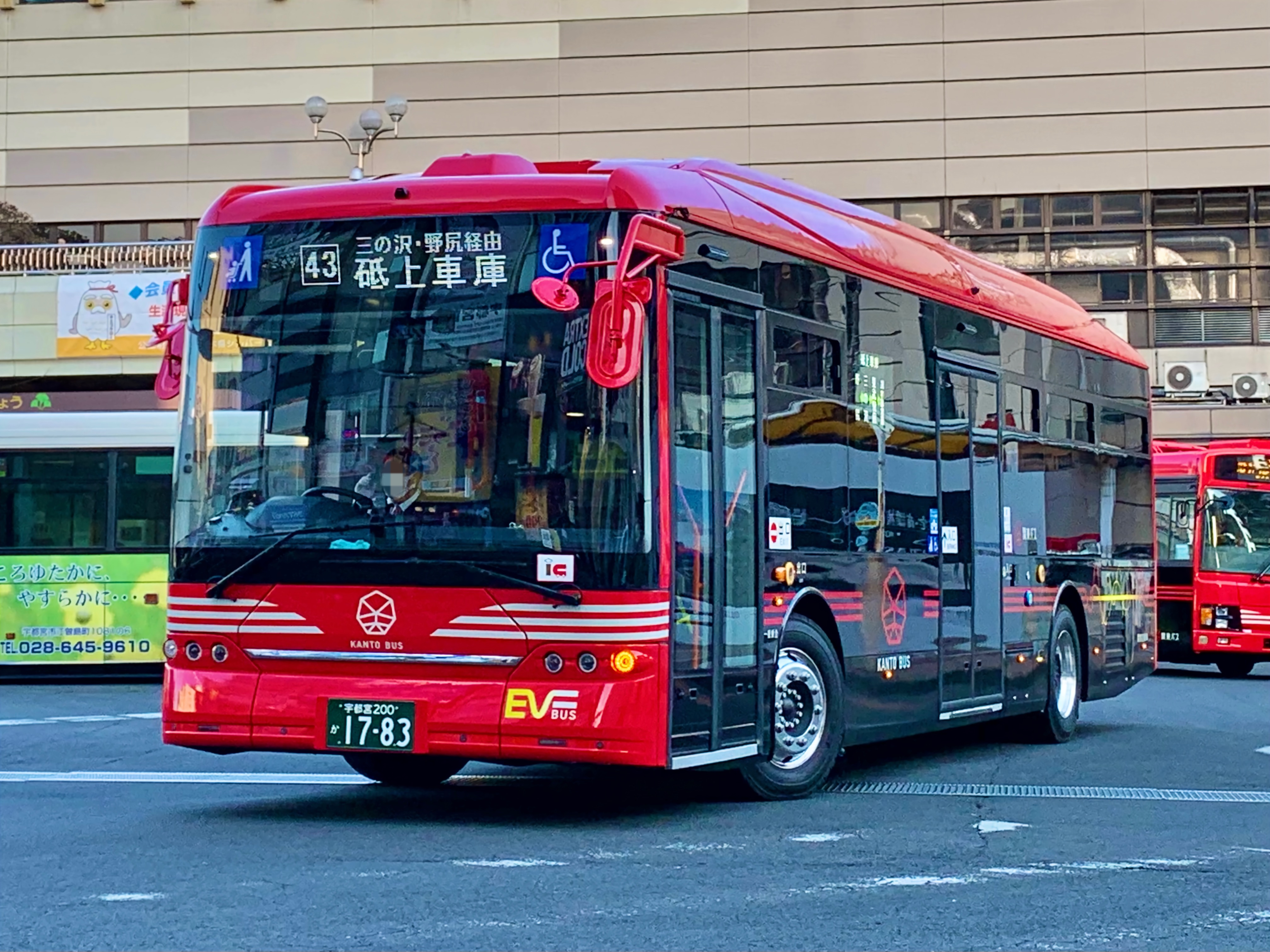
関東自動車（K8 2.0・都市型）
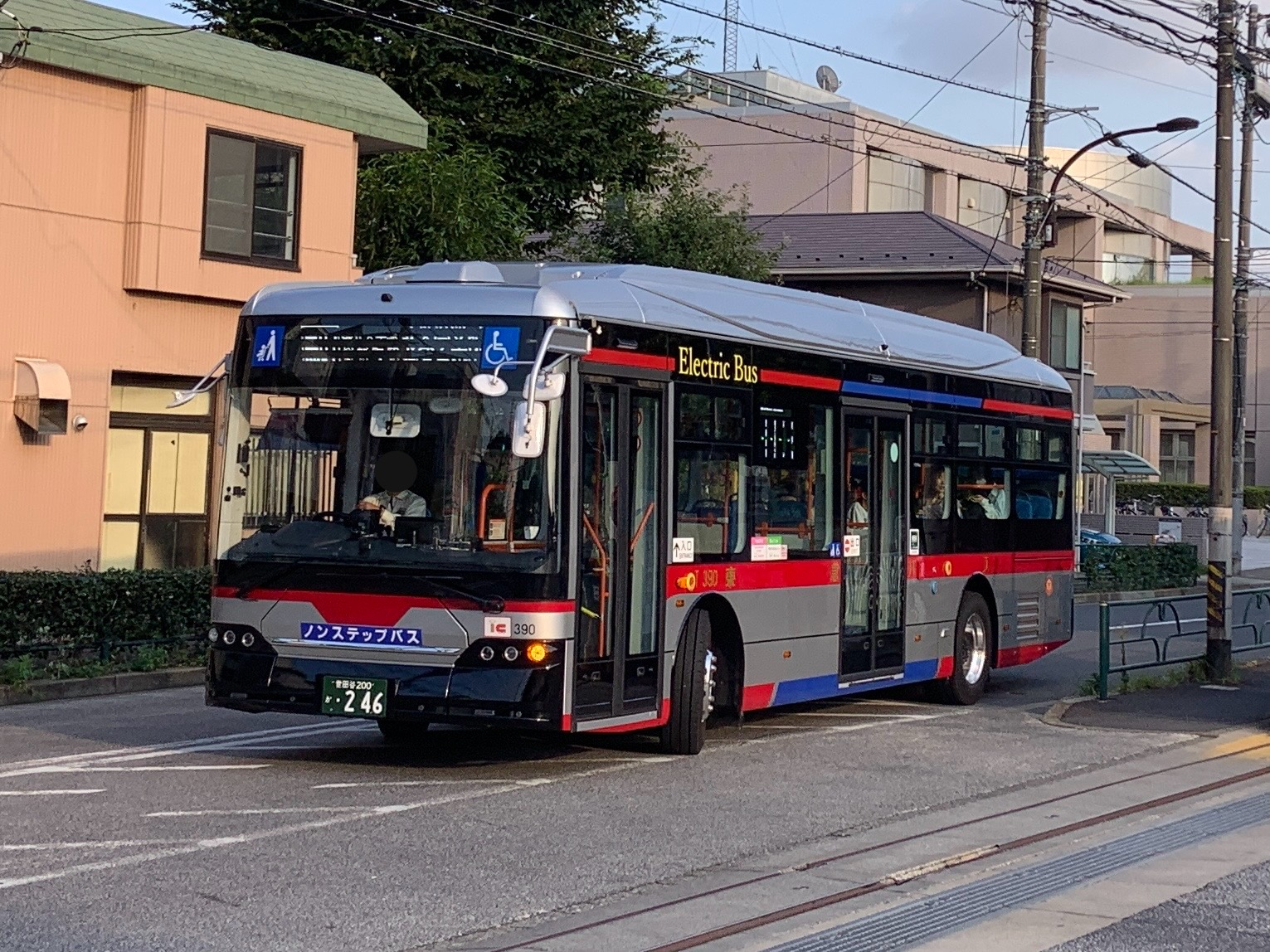
東急バス（K8 2.0・都市型）
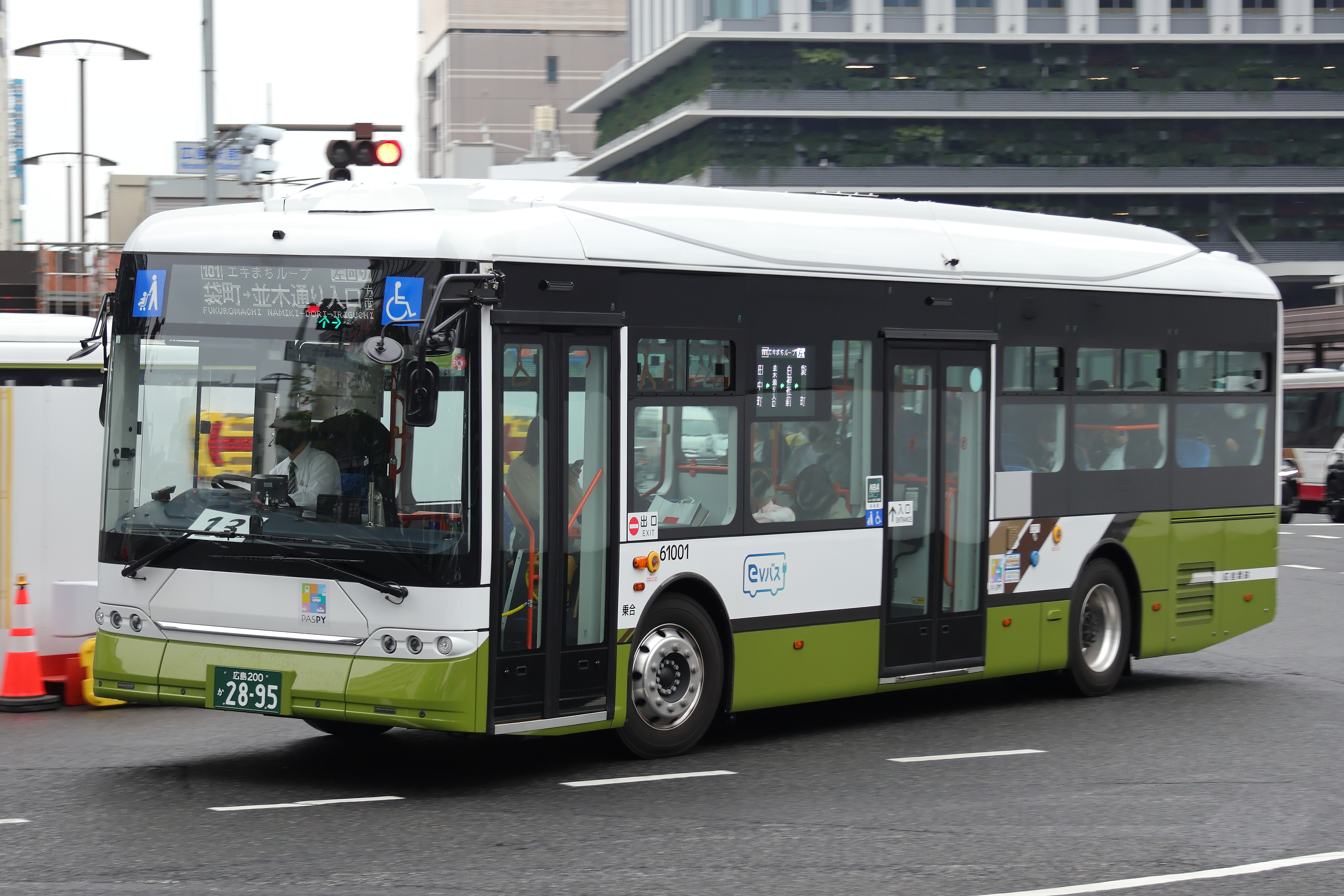
広電バス（K8 2.0・都市型）
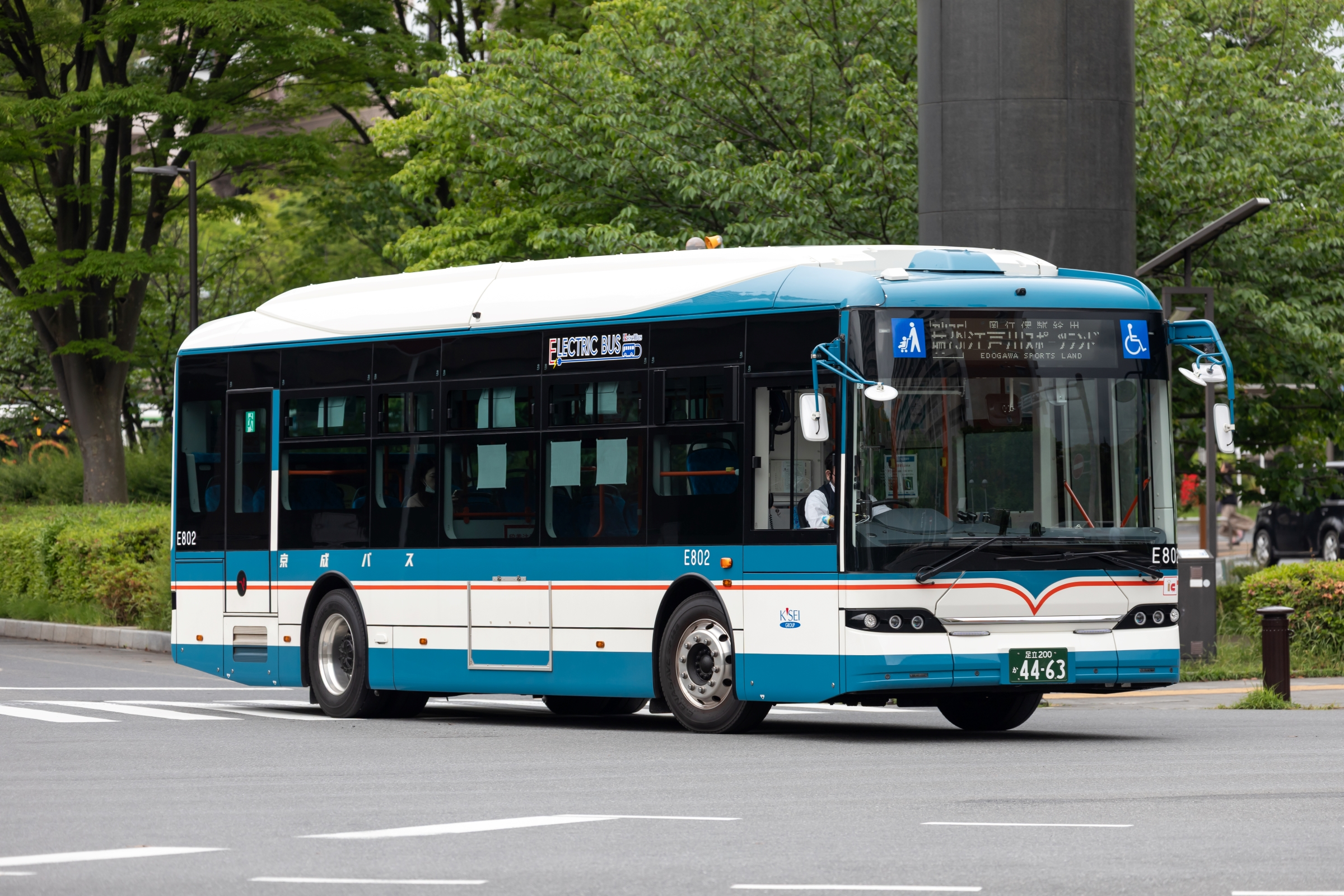
京成バス（K8 2.0・都市型）

日本向け・旧モデル（K8 1.0）

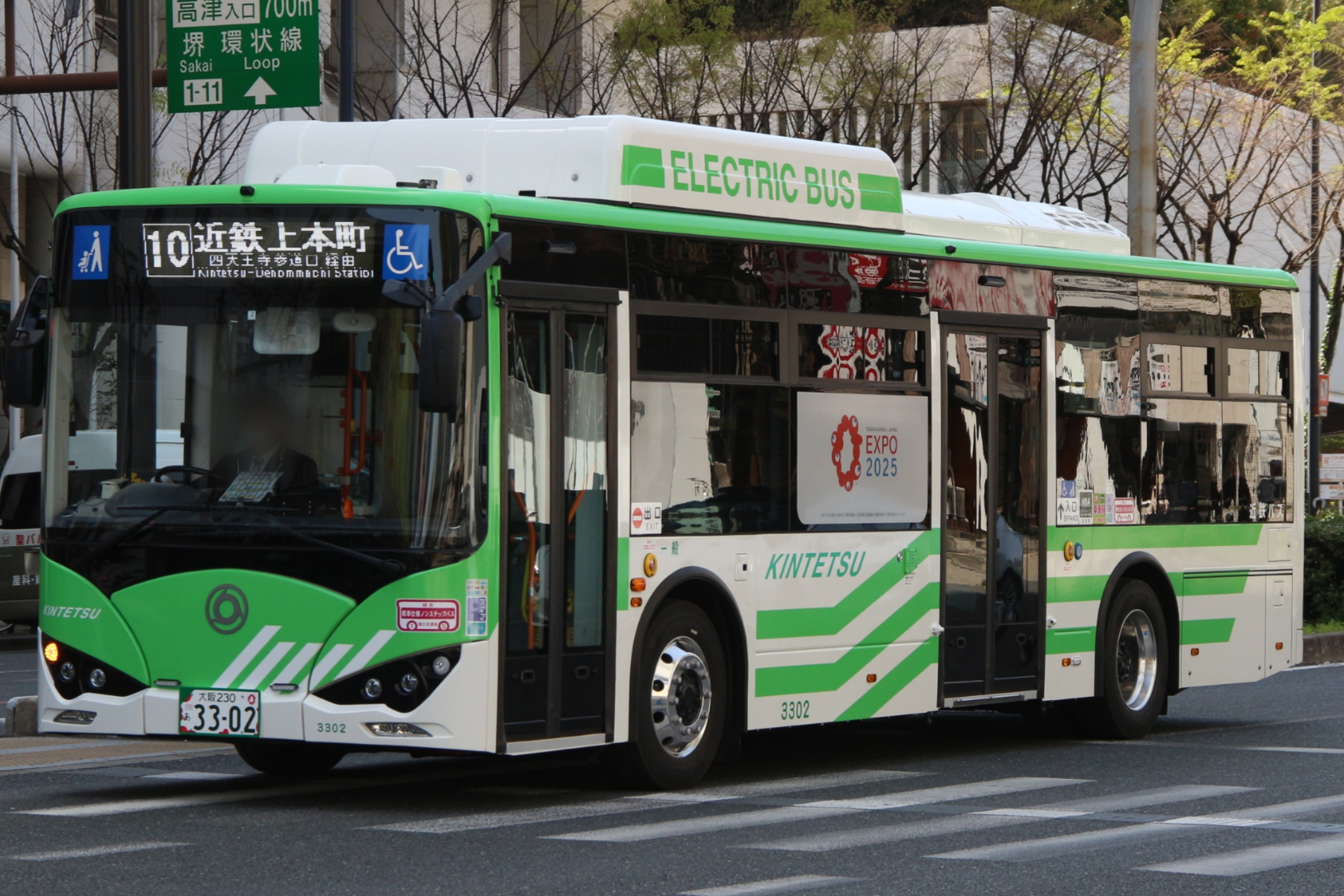
近鉄バス（K8 1.0・都市型Ⅰ）
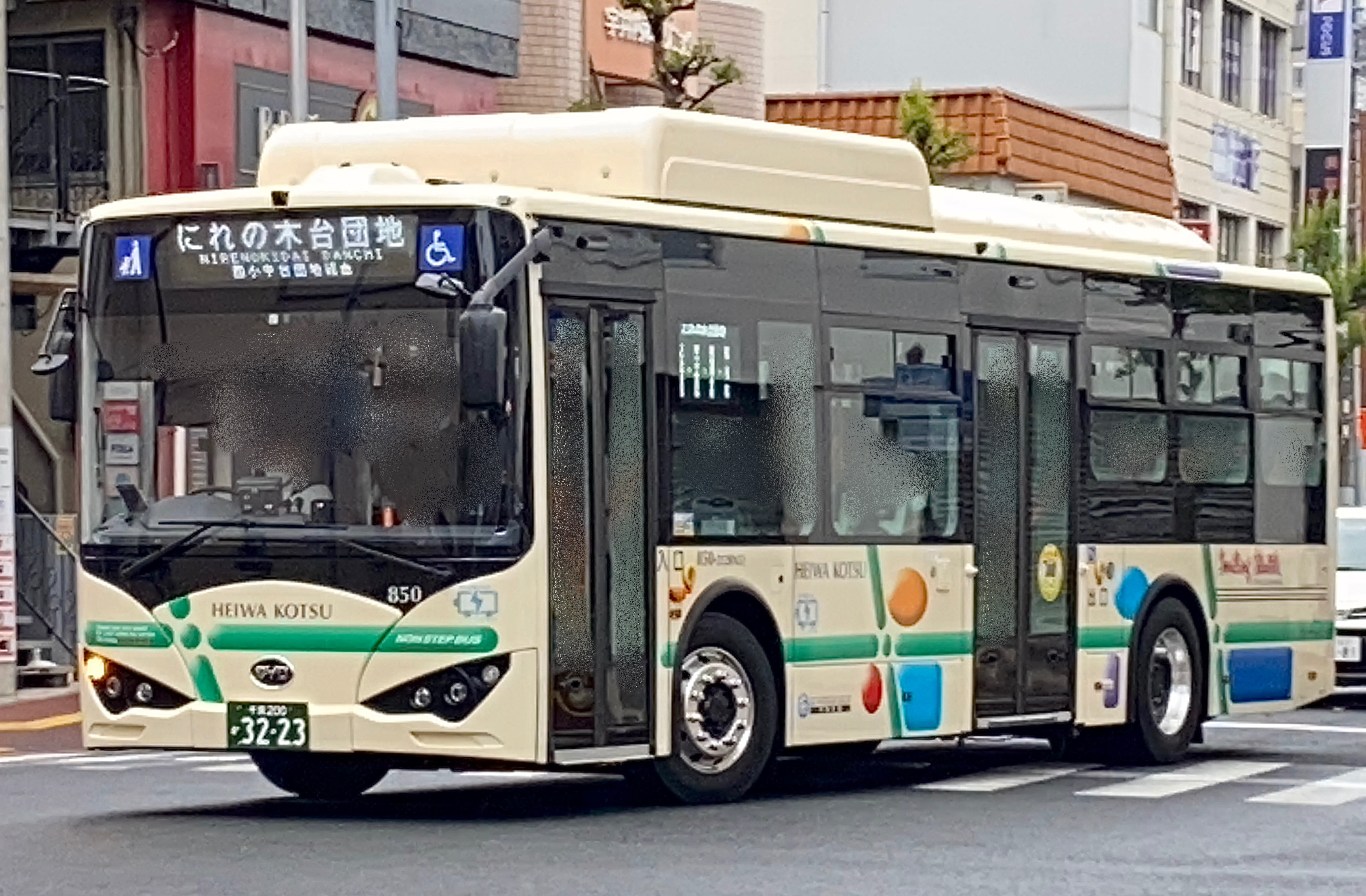
平和交通（K8 1.0・都市型Ⅰ）
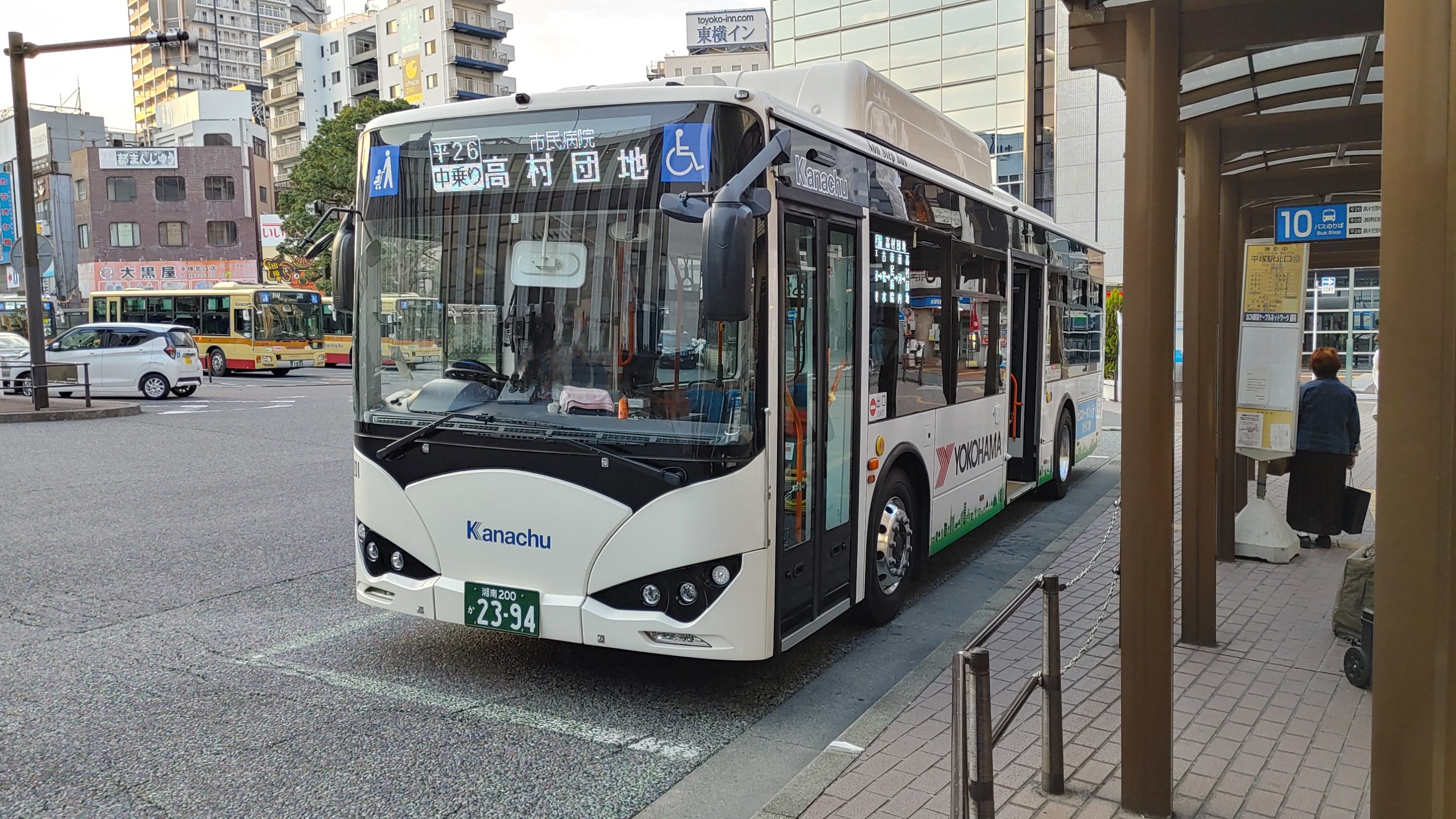
神奈川中央交通（K8 1.0・都市型Ⅰ）
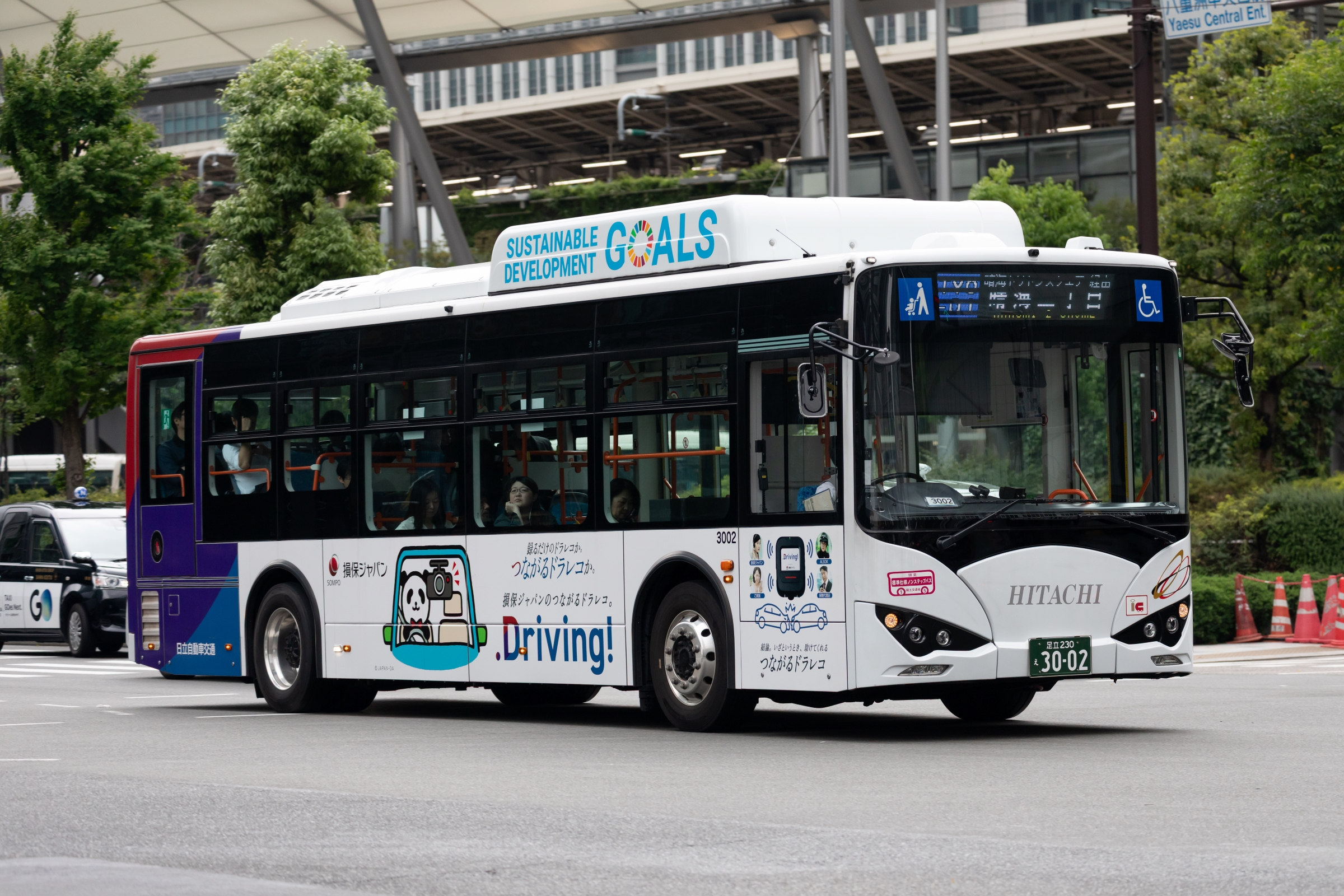
日立自動車交通（K8 1.0・都市型Ⅰ）